# Leon Draisaitl
Leon Tim Draisaitl (Colônia, 27 de outubro de 1995) é um jogador alemão de hóquei no gelo e capitão alternativo do Edmonton Oilers na National Hockey League (NHL).
Em 2020, Draisaitl se tornou o primeiro jogador alemão a ganhar o Troféu Art Ross como o principal pontuador da NHL, o Troféu Memorial Hart como MVP da temporada regular e o Prêmio Ted Lindsay para o jogador mais destacado. Ele é amplamente considerado um dos melhores jogadores da NHL.

## Primeiros anos
Leon nasceu em 27 de outubro de 1995 em Colônia, Alemanha, filho de Peter e Sandra Draisaitl. Quando era criança, o pai de Draisaitl jogava hóquei no gelo e participou de três Jogos Olímpicos de Inverno com a seleção alemã. Draisaitl praticou muitos esportes na infância, incluindo futebol, mas estava mais interessado no hóquei no gelo. Durante a temporada de 2011-12 da Liga de Desenvolvimento Alemã (Deutsche Nachwuchsliga), Draisaitl registrou 21 gols e 56 pontos em 35 jogos pelo Jungadler Mannheim e foi nomeado o Jogador do Ano.

## Carreira de jogador

### Júnior

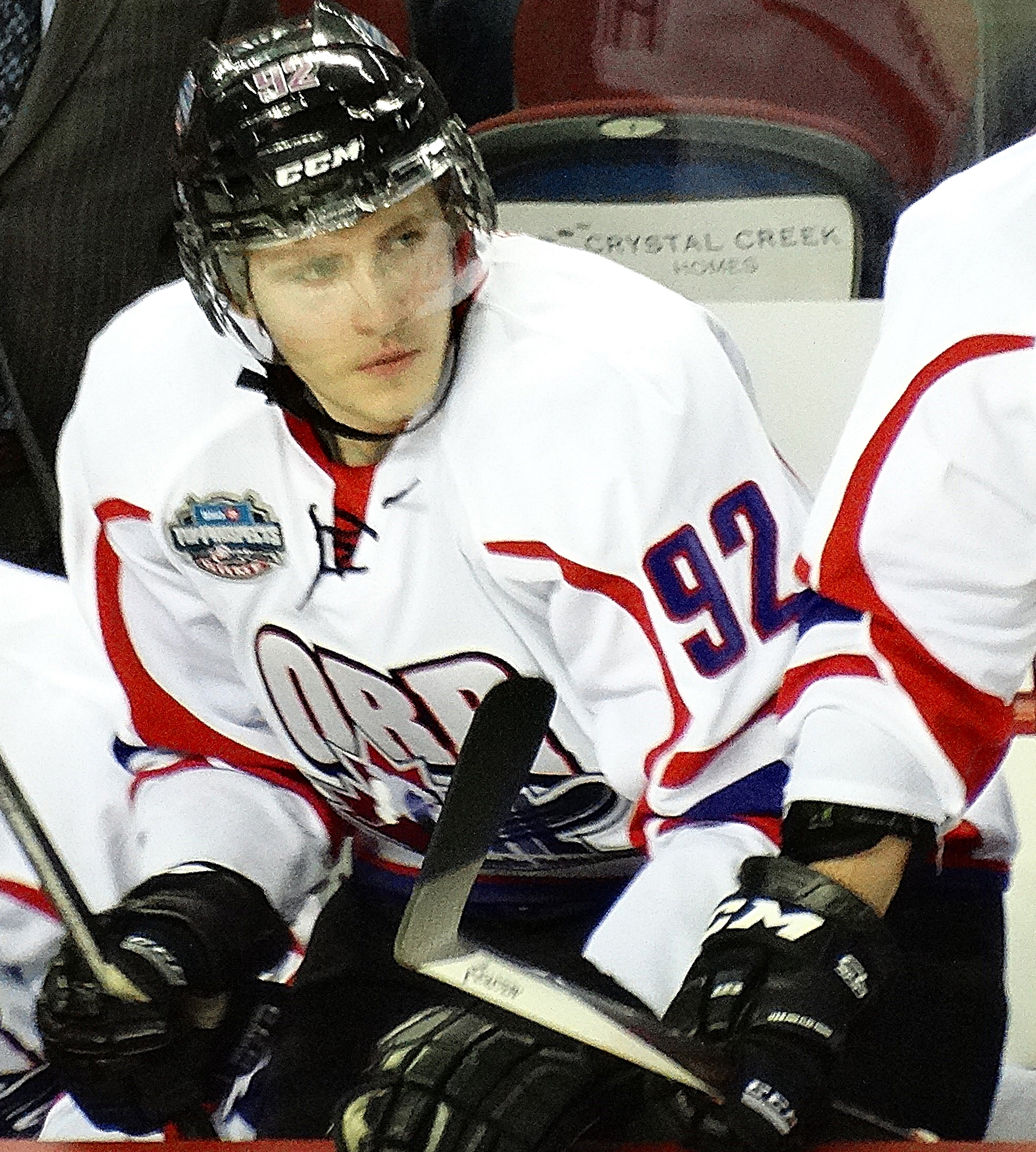
Draisaitl em janeiro de 2014

Saindo de sua temporada na Liga de Desenvolvimento Alemã, Draisaitl foi selecionado como a segunda escolha geral no Draft da CHL de 2012 pelo Prince Albert Raiders da Western Hockey League (WHL).
Draisaitl foi trocado para o Kelowna Rockets em 5 de janeiro. Ele ajudou os Rockets a conquistar o título da WHL de 2015, onde foi nomeado MVP dos playoffs após marcar 28 pontos em 19 jogos. Draisaitl ganhou o Troféu Stafford Smythe como MVP da Memorial Cup no mesmo ano, embora os Rockets não tenham vencido a Memorial Cup de 2015, perdendo a final do campeonato na prorrogação por 2–1 para o Oshawa Generals.

### Profissional

#### 2014–2016: Estreia na NHL
Draisaitl foi selecionado pelo Edmonton Oilers como a terceira escolha geral no Draft da NHL de 2014, tornando-se o jogador treinado na Alemanha selecionado mais alto no draft na história da NHL (Dany Heatley, selecionado como a segunda escolha geral em 2000, nasceu na Alemanha, mas foi criado no Canadá).
Em 12 de agosto de 2014, Draisaitl assinou um contrato de três anos com o Edmonton. Fazendo parte do elenco inicial da NHL dos Oilers após o treinamento, Draisaitl fez sua estreia na NHL na abertura da temporada de 2014-15 em 9 de outubro de 2014 contra o Calgary Flames. Ele marcou seu primeiro gol na NHL em 24 de outubro contra o Carolina Hurricanes. Draisaitl participou de 37 jogos pelo Oilers durante a temporada de 2014–15, registrando dois gols e quatro assistências, antes de ser devolvido ao Prince Albert Raiders. A mudança foi feita em parte para evitar que Draisaitl se aproximasse um ano mais da agência livre, o que teria ocorrido em julho de 2015 se ele estivesse no elenco do Oilers por mais de 40 jogos na NHL.
Em 16 de março de 2016, Draisaitl jogou seu 100º jogo na NHL contra o St. Louis Blues. Durante o último jogo dos Oilers na temporada de 2015–16 no Rexall Place em 6 de abril, Draisaitl marcou o último gol na NHL a ser registrado ali em uma vitória por 6–2 sobre o Vancouver Canucks.

#### 2016–Presente: Ascensão ao estrelato, MVP e Finais da Stanley Cup
A temporada de 2016–17 viu tanto Draisaitl quanto os Oilers atingirem novos níveis de sucesso. Em 23 de março de 2017, ele se tornou o primeiro jogador dos Oilers desde 1990 a ter seis jogos consecutivos com múltiplos pontos. Draisaitl terminou a temporada com 29 gols, 48 assistências e 77 pontos em todos os 82 jogos disputados, enquanto os Oilers, impulsionado pelo novo capitão Connor McDavid e Draisaitl, encerrou uma seca de 10 anos nos playoffs e garantiu uma vaga nos playoffs ao terminar em segundo lugar na Divisão do Pacífico. Enfrentando o San Jose Sharks na primeira rodada, Draisaitl marcou seu primeiro gol nos playoffs na vitória por 3–1 no Jogo 6, que garantiu a vitória na série. Os Oilers avançaram para a segunda rodada para enfrentar o Anaheim Ducks. Com o Oilers à beira da eliminação no Jogo 6, Draisaitl se tornou o segundo jogador mais jovem na história da franquia a marcar um hat-trick nos playoffs e o quinto jogador na história do Oilers a marcar cinco ou mais pontos em um jogo de playoff, ajudando a equipe a forçar o Jogo 7. Os Oilers foram subsequente eliminado com uma derrota por 2–1 no Jogo 7, com a tentativa frustrada de Draisaitl de marcar um gol de empate no meio do terceiro período sendo considerada a "defesa do jogo" pela NHL.
Em 16 de agosto de 2017, Draisaitl assinou uma extensão de contrato de oito anos e US$ 68 milhões com os Oilers. A assinatura foi controversa na época em termos do valor monetário, mas rapidamente nos anos seguintes passou a ser vista como um dos contratos de melhor valor na liga à medida que Draisaitl se desenvolveu ainda mais como uma estrela. Após o sucesso nos playoffs, as expectativas eram altas para o Oilers na temporada de 2017–18, mas acabou sendo um ano decepcionante tanto para a equipe quanto para Draisaitl. Ele lidou com uma lesão que o fez perder alguns jogos e, consequentemente, viu sua pontuação regredir ligeiramente, o que fez com que o Toronto Star o chamasse de "frustrantemente inconsistente". A equipe caiu na classificação e perdeu os playoffs.
A temporada de 2018–19 trouxe mais decepções para a equipe. Um começo de 9–10–1 fez com que o técnico Todd McLellan fosse demitido no meio da temporada em janeiro de 2019, mas o sucessor Ken Hitchcock também não teve um desempenho melhor, com um recorde de 14–14–2 até meados de janeiro. No entanto, no meio disso, Draisaitl teve uma temporada de carreira com a melhor produção de pontos. No último jogo dos Oilers, Draisaitl se tornou o sexto jogador da equipe (e o primeiro desde Craig Simpson em 1987–88) a marcar pelo menos 50 gols em uma temporada e o nono jogador dos Oilers a marcar pelo menos 100 pontos em uma temporada da NHL. Ele terminou a temporada com 55 assistências e 105 pontos em todos os 82 jogos, com seus 50 gols sendo o segundo melhor (atrás dos 51 gols marcados pelo capitão do Washington Capitals, Alexander Ovechkin) na disputa pelo Troféu Maurice "Rocket" Richard.
Já tendo alcançado novos marcos em pontuação e sendo cada vez mais reconhecido como um dos melhores jogadores da liga, a temporada de 2019–20 trouxe mais melhorias para Draisaitl, que pela primeira vez superou o companheiro de equipe Connor McDavid em produção de pontos e foi nomeado capitão alternativo. Quando a pandemia de COVID-19 interrompeu prematuramente a temporada regular em março de 2020, Draisaitl havia registrado 43 gols e uma liderança na liga com 67 assistências e 110 pontos em 71 jogos disputados. Antes das últimas 3 semanas serem canceladas devido aos lockdowns, ele estava a caminho de desafiar o recorde de 128 pontos na temporada regular de Nikita Kucherov e estava a caminho de outra temporada com mais de 50 gols e mais de 70 assistências. Apesar dessa decepção, os 110 pontos que ele conseguiu foram os melhores de qualquer jogador naquela temporada, garantindo-lhe o Troféu Art Ross como o principal pontuador do ano. Ele foi o terceiro jogador dos Oilers (depois de Wayne Gretzky e McDavid) e o primeiro jogador alemão a alcançar essa distinção. Ele foi subsequentemente também premiado com o Troféu Memorial Hart, concedido pela Associação de Escritores de Hóquei Profissional ao MVP da liga, e o Prêmio Ted Lindsay, votado pela Associação de Jogadores da NHL para o MVP da liga. Quando a NHL voltou a jogar em julho para os playoffs de 2020, que foram realizados em uma bolha em Toronto e Edmonton, Draisaitl foi um dos 31 jogadores que os Oilers levaram para sua bolha de quarentena. Como a quinta equipe classificada na Conferência Oeste no momento da interrupção, os Oilers jogaram em uma rodada de qualificação contra o Chicago Blackhawks. A equipe era esperada para vencer, uma vez que a bolha estava em sua arena doméstica e os Blackhawks não deveriam estar originalmente nos playoffs, entrando apenas devido ao formato expandido. No entanto, o ataque da equipe teve dificuldades, notavelmente com falta de pontuação de jogadores além do trio principal de Draisaitl, McDavid e Ryan Nugent-Hopkins, e foram eliminados pelos Blackhawks. Draisaitl conseguiu 3 gols e 3 assistências em quatro jogos de pós-temporada.
Em razão das restrições de pandemia ao trânsito de fronteiras, a NHL realinhou temporariamente sua estrutura para a temporada de 2020–21, com todas as equipes canadenses jogando na Divisão Norte e os jogos interdivisões suspensos. Os Oilers tiveram uma temporada forte nesse novo formato, embora, após sua temporada dominante anterior, Draisaitl agora fosse considerado por muitos como estando novamente à sombra de McDavid. Em 31 de janeiro de 2021, Draisaitl registrou seis assistências na vitória por 8–5 contra o Ottawa Senators, tornando-se o primeiro jogador dos Oilers desde Paul Coffey em 14 de março de 1986 a registrar um jogo com seis assistências. Com 31 gols e 53 assistências em 56 jogos, Draisaitl terminou em segundo na classificação de pontos da liga, atrás de McDavid, cuja temporada histórica o viu marcar 105 pontos em 56 jogos. Os Oilers avançaram para os playoffs de 2021 para uma série contra o Winnipeg Jets. Ele foram inesperadamente varridos pelos Jets na primeira rodada, com Draisaitl registrando dois gols e três assistências na série de quatro jogos.
Enquanto os Oilers começaram a temporada de 2021–22 com um recorde de 9–1, Draisaitl e McDavid se tornaram a primeira dupla de companheiros de equipe do Edmonton a alcançar individualmente 20 pontos nos primeiros 10 jogos da temporada desde Wayne Gretzky e Jari Kurri em 1984–85. Draisaitl marcou 20 gols em seus primeiros 19 jogos e liderou a liga em gols durante grande parte do ano, embora tenha sido finalmente superado na corrida por Auston Matthews do Toronto Maple Leafs. Após um excelente início de temporada, os Oilers e Draisaitl começaram a sofrer um notável declínio nos resultados, culminando em uma sequência de 2–11–2 em dezembro e janeiro. No início de fevereiro, eles haviam saído da zona de playoffs. Em meio a discussões extensas da mídia sobre a falta de profundidade na pontuação dos Oilers e a questionável atuação dos goleiros, o técnico Dave Tippett foi demitido e substituido por Jay Woodcroft, anteriormente técnico do afiliado dos Oilers na AHL, Bakersfield Condors. Os Oilers recuperaram sua forma sob o comando de Woodcroft, terminando a temporada em segundo lugar na Divisão Pacífico para se qualificar para os playoffs após registrar a terceira melhor porcentagem de pontos da liga após a mudança de técnico com um recorde de 26–9–3. Draisaitl, por sua vez, continuou a alcançar novos marcos, atingindo a marca de 50 gols pela segunda vez em sua carreira. Seu 50º gol também foi seu 100º ponto, alcançando essa marca pela terceira vez. Ele então estabeleceu um novo recorde da equipe para gols em power play em uma vitória de 12 de abril sobre o Minnesota Wild. No final, ele terminou a temporada regular com um novo recorde de gols (55) e empatou seu melhor desempenho em pontos (110).

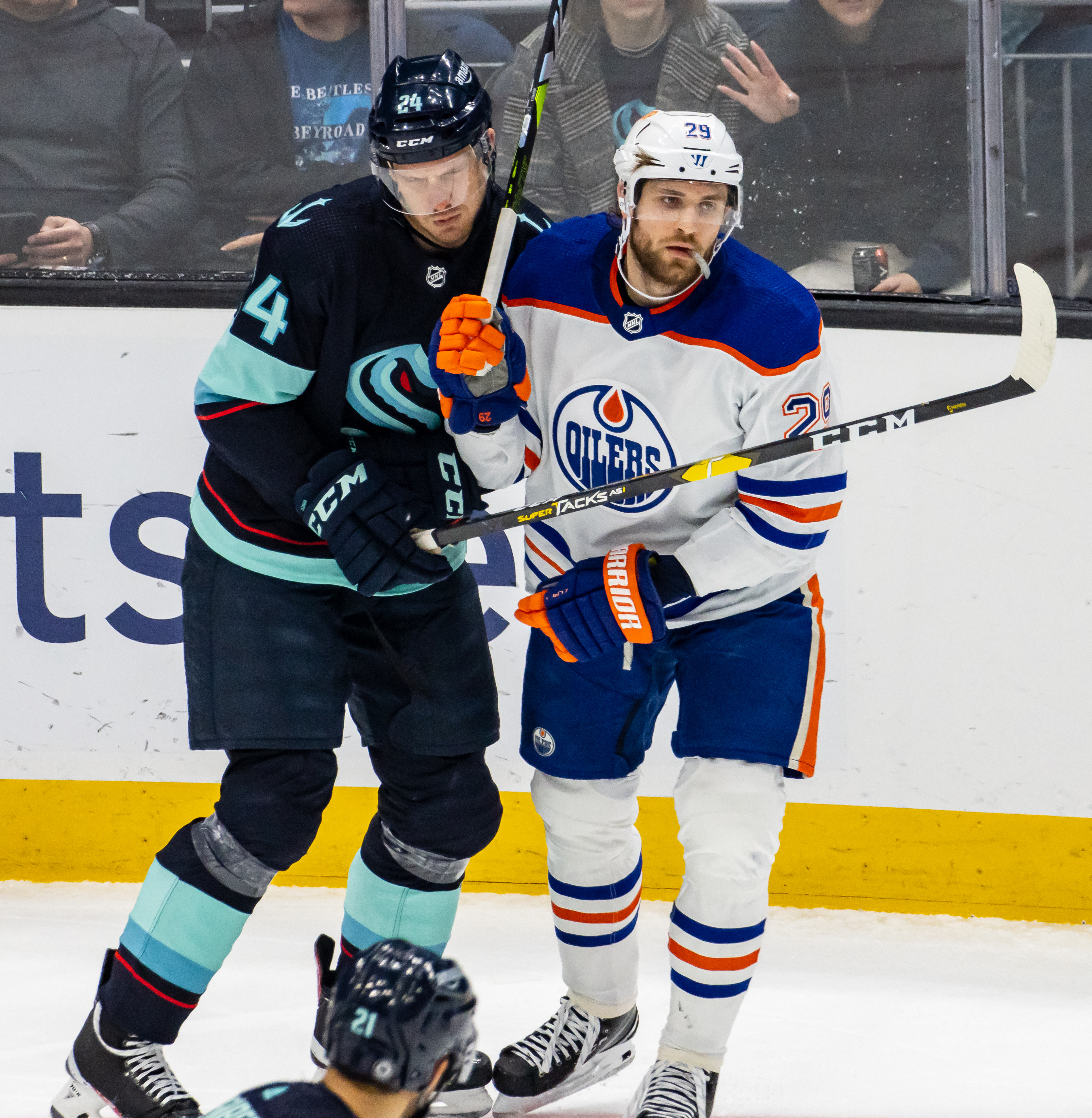
Draisaitl e Jamie Oleksiak durante um jogo em março de 2023.

Os Oilers avançaram nos playoffs da Stanley Cup de 2022 para enfrentar o Los Angeles Kings, sendo considerados favoritos para avançar além da primeira rodada pela segunda vez na carreira de Draisaitl. A série provou ser uma competição difícil, e os Oilers estavam atrás por 3–2 antes do Jogo 6 em Los Angeles. A equipe evitou a eliminação, mas durante o jogo Draisaitl sofreu uma entorse no tornozelo em uma confusão com o defensor dos Kings, Mikey Anderson. Draisaitl se vestiu para o Jogo 7 e jogou mais de 22 minutos, apesar do que muitos comentaram como mobilidade limitada, ajudando os Oilers a vencer a série e registrando uma assistência. Devido à sua lesão, Draisaitl foi empregado principalmente como ala nos jogos seguintes. Os Oilers enfrentaram o Calgary Flames na segunda rodada, a primeira "Batalha de Alberta" nos playoffs em 31 anos. Na série contra os Flames, Draisaitl estabeleceu um recorde de playoffs com cinco jogos seguidos com três pontos ou mais e, ao final da série, estava empatado com McDavid na liderança de pontos dos playoffs com 26. Além disso, Draisaitl se tornou o quarto jogador mais rápido da história da NHL a registrar 50 pontos nos playoffs. Os Oilers avançaram para a Final da Conferência Oeste pela primeira vez desde 2006 e foram derrotados pelo Colorado Avalanche, o eventual campeão da Stanley Cup, em uma varrida de quatro jogos. Draisaitl foi creditado com uma forte performance ao longo da série, incluindo a gravação de quatro assistências no Jogo 4 em uma tentativa fracassada de evitar a eliminação quando os Oilers perderam por 6–5 na prorrogação. Ele estava visivelmente com dor devido à sua lesão na perna durante grande parte da série. Após a conclusão dos playoffs, os Oilers confirmaram que ele estava jogando com uma entorse no tornozelo desde o Jogo 6 da primeira rodada.
Em 5 de abril de 2024, Draisaitl registrou sua 500ª assistência na NHL em um gol de Connor McDavid em uma vitória por 6–2 sobre o Colorado Avalanche. Draisaitl terminou a temporada com 41 gols, 65 assistências e 106 pontos em 81 jogos. Nos playoffs de 2024, Draisaitl ajudou os Oilers a derrotar o Los Angeles Kings na primeira rodada pelo terceiro ano consecutivo, além do Vancouver Canucks e Dallas Stars nas rodadas dois e três, respectivamente. Isso resultou na primeira aparição dos Oilers na Final da Stanley Cup desde 2006, o que acabou resultando em derrota para o Florida Panthers em sete jogos.

## Seleção
Draisaitl representa a Alemanha internacionalmente. Ele jogou pela equipe júnior no Campeonato Mundial Sub-20 em 2013 e 2014, servindo como capitão da equipe no último torneio. No torneio de 2014, ele foi expulso de um jogo de fase de grupos contra os Estados Unidos após cometer um golpe pelas costas e foi posteriormente suspenso por um jogo.
Draisaitl foi nomeado para a seleção sênior da Alemanha para o Campeonato Mundial de 2014 e para o Campeonato Mundial de 2018.

## Vida pessoal
Em 2018, Draisaitl começou a namorar a atriz canadense Celeste Desjardins. O casal anunciou seu noivado em 11 de julho de 2024. O cachorro de Draisaitl, Bowie, é destaque na conta do Instagram @bowiesworldd.

## Estatísticas da carreira
| 2014–15 | Edmonton Oilers     | NHL    | 37  | 2   | 7   | 9   | 4   | —  | —  | —  | —   | —  |
| 2014–15 | Kelowna Rockets     | WHL    | 32  | 19  | 34  | 53  | 25  | 19 | 10 | 18 | 28  | 12 |
| 2015–16 | Bakersfield Condors | AHL    | 6   | 1   | 1   | 2   | 4   | —  | —  | —  | —   | —  |
| 2015–16 | Edmonton Oilers     | NHL    | 72  | 19  | 32  | 51  | 20  | —  | —  | —  | —   | —  |
| 2016–17 | Edmonton Oilers     | NHL    | 82  | 29  | 48  | 77  | 20  | 13 | 6  | 10 | 16  | 19 |
| 2017–18 | Edmonton Oilers     | NHL    | 78  | 25  | 45  | 70  | 30  | —  | —  | —  | —   | —  |
| 2018–19 | Edmonton Oilers     | NHL    | 82  | 50  | 55  | 105 | 52  | —  | —  | —  | —   | —  |
| 2019–20 | Edmonton Oilers     | NHL    | 71  | 43  | 67  | 110 | 18  | 4  | 3  | 3  | 6   | 0  |
| 2020–21 | Edmonton Oilers     | NHL    | 56  | 31  | 53  | 84  | 22  | 4  | 2  | 3  | 5   | 2  |
| 2021–22 | Edmonton Oilers     | NHL    | 80  | 55  | 55  | 110 | 40  | 16 | 7  | 25 | 32  | 6  |
| 2022–23 | Edmonton Oilers     | NHL    | 80  | 52  | 76  | 128 | 24  | 12 | 13 | 5  | 18  | 10 |
| 2023–24 | Edmonton Oilers     | NHL    | 81  | 41  | 65  | 106 | 76  | 25 | 10 | 21 | 31  | 14 |
| Totais  | Totais              | Totais | 757 | 367 | 538 | 905 | 335 | 93 | 51 | 85 | 136 | 63 |